# Чистое везение
«Чистое везение» (англ. Pure Luck) — кинофильм, комедия режиссёра Нади Тэсс. Ремейк французского фильма «Невезучие» 1981 года.

## Сюжет
Дочь хозяина крупной американской корпорации Валери Хайсмит поехала отдохнуть в Мексику и пропала. Всю жизнь её преследует хроническое невезение. Попытки найти её не увенчались успехом. Штатный психолог корпорации Джулиус Монософ придумывает неожиданный способ. Он предлагает отправить на поиски такого же отпетого неудачника — сотрудника бухгалтерии Юджина Проктора. По теории Монософа Юджин, так же, как и Валери, притянет себе словно магнит те же неприятности.
Юджин соглашается помочь и летит в Мексику вместе с частным детективом Рэймондом Кампанелла. Они действительно сразу нападают на след пропавшей девушки. Рэймонд, впрочем, до самого конца скептически относится к происходящему — он списывает успехи неудачливого бухгалтера на чистое везение.
Ремейк чрезвычайно близок к французской комедии по сюжету, отличаясь только в мелочах. Разница главным образом состоит в том, что в американском фильме герои часто ссылаются на чистое везение, как на причину цепи случайностей, которая привела розыски к успеху.

## В ролях
- Дэнни Гловер — Рэймонд Кампанелла
- Мартин Шорт — Юджин Проктор
- Шейла Келли — Валери Хайсмит
- Сэм Уэнамейкер — Мистер Хайсмит
- Гарри Ширер — Монософф
- Скотт Уилсон — Фрэнк Граймс

Некоторые из мексиканских актёров играют в обеих картинах в ролях второго плана
- Хорхе Луке — пилот самолёта, в котором Юджина укусила пчела (во французском фильме Арбаль, похититель девушки)
- Родриго Пуэбла — бандит Фернандо, сидит за карточным столом, у него Реймонд забирает обратно деньги Юджина (во французском фильме также сидит за карточным столом и его Кампана ударил первым)
- Серхио Кальдерон — Бармен притона, где Юджин снял проститутку (во французском фильме заключённый в тюрьме)
- Хорхе Руссек — инспектор Сегура (во французском фильме один из бандитов за карточным столом)

## Критика и оценка
Картина «Чистое везение» — последняя среди череды голливудских ремейков французских картин в своеобразной трилогии режиссёра Франсиса Вебера, после фильмов «Игрушка» (1982) и «Человек в одном красном ботинке» (1985). Все они были достаточно прохладно встречены критикой и не имели значительного кассового успеха (около $20 млн в домашнем прокате для «Чистого везения»).
Основной проблемой фильма критики назвали загруженность штампами и провисающий сюжет, когда продолжительное время на экране не происходит ничего интересного. Сами по себе гэги в фильме свежие и смешные, но предсказуемы для зрителя. Когда герои тормозят возле пропасти, джип обязательно повиснет и будет балансировать на краю, как это было в сотне других картин.
При всех прочих недостатках критик New York Times Карин Джеймс отметила, что картину частично спасает неплохая актёрская игра. Обозреватель Washington Post даже написал о том, что Мартин Шорт расточает свой комедийный талант и без него фильм невозможно было бы досмотреть до конца.